# 2021–2024年NCAA联盟调整
美国国家大学体育协会（NCAA）各联盟（主要是第一级别联盟）成员学校自2021–22学年起进行了大范围调整。
此次调整中最引人注目的变化集中于第一级别美式足球碗赛分区（FBS）各大联盟。在FBS旗下的十个联盟中，只有中美国联盟和西部山区联盟的成员没有发生变化。受调整影响最大的是太平洋十二校联盟，该联盟的12所成员学校中有10所离开后加入其他联盟。其中加入十大联盟和十二大联盟的各有4所，另有2所加入大西洋沿岸联盟。
第一级别美式足球锦标赛分区（FCS）也在调整中发生了重大变化。大西洋阳光联盟开始赞助美式足球项目。而西部竞技联盟也回归美式足球，该联盟在2012赛季之前曾参与FBS级别美式足球。西洋阳光联盟与西部竞技联盟的美式足球项目进行了合并，而大南联盟与俄亥俄山谷联盟的美式足球也同样完成了合并。
其他运动项目也发生了一些显著变化。太阳带联盟恢复了男子足球项目，这最终导致合众国联盟和中美国联盟放弃了这项运动。此后俄亥俄山谷联盟也增加了男子足球。东北联盟增加了男子排球项目，使其成为第二个赞助这项运动的第一级别全运动联盟。大西洋十校联盟则增加了男子棍网球，导致东北联盟和南部联盟放弃了该运动。俄亥俄山谷联盟与地平线联盟的男子网球项目进行了合并，而中东部竞技联盟和东北联盟的棒球项目也相互合并。西海岸联盟和大西联盟增加了男子水球项目，致使仅有单一水球运动的黄金海岸联盟解散了其男子项目。南地保龄球联盟则完全并入合众国联盟。中部高校冰球联盟重建男子冰球项目，使得西部高校冰球联盟解散其男子项目并成为一个仅有女子项目的联盟。